# Griekenland
Griekenland (Grieks: Ελλάδα, Elladha, formeel en historisch: Ελλάς, Ellas, 'Hellas'), officieel de Helleense Republiek (Grieks: Ελληνική Δημοκρατία, Elliniki Dimokratia), is een land in Zuidoost-Europa, bestaande uit het zuidelijkste deel van het Balkanschiereiland en een groot aantal eilanden. Griekenland heeft een bevolking van ruim 10 miljoen inwoners. De hoofdstad en grootste stad is Athene.
Griekenland grenst in het noorden (van west naar oost) aan Albanië, Noord-Macedonië, Bulgarije en Turkije. Voor het overige is het vasteland van Griekenland omgeven door de Middellandse Zee (in het zuiden), de Ionische Zee (in het westen) en de Egeïsche Zee (in het oosten). De eilanden vormen samen ongeveer 20% van het landoppervlak. De grootste eilanden zijn Kreta, Evia (Euboea), Lesbos en Rhodos.
Het oude Griekenland is gezien als de bakermat van de Europese en westerse cultuur. Hoewel in eerdere eeuwen al sprake was van de Cycladische, Minoïsche en Myceense beschaving, geldt de cultuur die vanaf de 8e eeuw voor Christus opkwam daarbij als beginpunt. Hier kwam de democratie als staatsvorm tot ontplooiing, werden belangrijke wetenschappelijke principes bedacht en ontdekt en kwamen de westerse filosofie en de westerse literaire canon, het westerse theater, architectuur en de Olympische Spelen tot ontwikkeling. De oude Grieken bewoonden stadstaten zoals Athene, Sparta en Thebe. Vanaf de tijd van Alexander de Grote (4e eeuw v.Chr.) verspreidden de Oudgriekse taal en de hellenistische cultuur, en later ook de Grieks-Orthodoxe Kerk zich over een wijdverbreid gebied. Ook onder Romeins en Byzantijns bestuur was de Griekse cultuur alomtegenwoordig. Tot een eigen staat kwam het pas in 1830, toen de Grieken zich na een Onafhankelijkheidsoorlog losmaakten van het Ottomaanse Rijk, dat de Byzantijnse heerschappij had opgevolgd. In de decennia die volgden, groeide Griekenland tot zijn huidige omvang.
Sinds 1974 is Griekenland een democratie en een republiek, nadat het vanaf 1832 met tussenpozen een monarchie was. Het land trad in 1981 als tiende land toe tot de Europese Economische Gemeenschap, de voorloper van de Europese Unie. Het betaalmiddel is de euro. Hoewel de Griekse staatsschuldencrisis grote gevolgen had voor de economie en de samenleving, geldt Griekenland als economisch hoogontwikkeld en relatief welvarend.

## Naam
De formele naam van Griekenland in het Grieks is Ελλάς (Ellás), waarvan 'Hellas' een internationaal gangbare transliteratie is. Deze naam wordt door sommige Grieken ook in andere talen geprefereerd ("Welcome to Hellas!") en Grieken noemen zich ook in andere talen wel Hellenen, naar het Griekse woord Έλληνες (Hellênes, modern uitgesproken als Ellines).
De Nederlandstalige naam Griekenland en verwante namen in veel andere talen komen van het Latijnse Magna Graecia (= Groot Griekenland), waarmee de Romeinen aanvankelijk het door Grieken gekoloniseerde deel van Zuid-Italië en later de volledige door Grieken bewoonde wereld aanduidden. Overigens komt dit woord op zijn beurt wel weer uit het Griekse Γραικός (Graikós) voort, volgens Aristoteles een oude naam voor het Griekse volk.

## Geschiedenis

### Oudheid

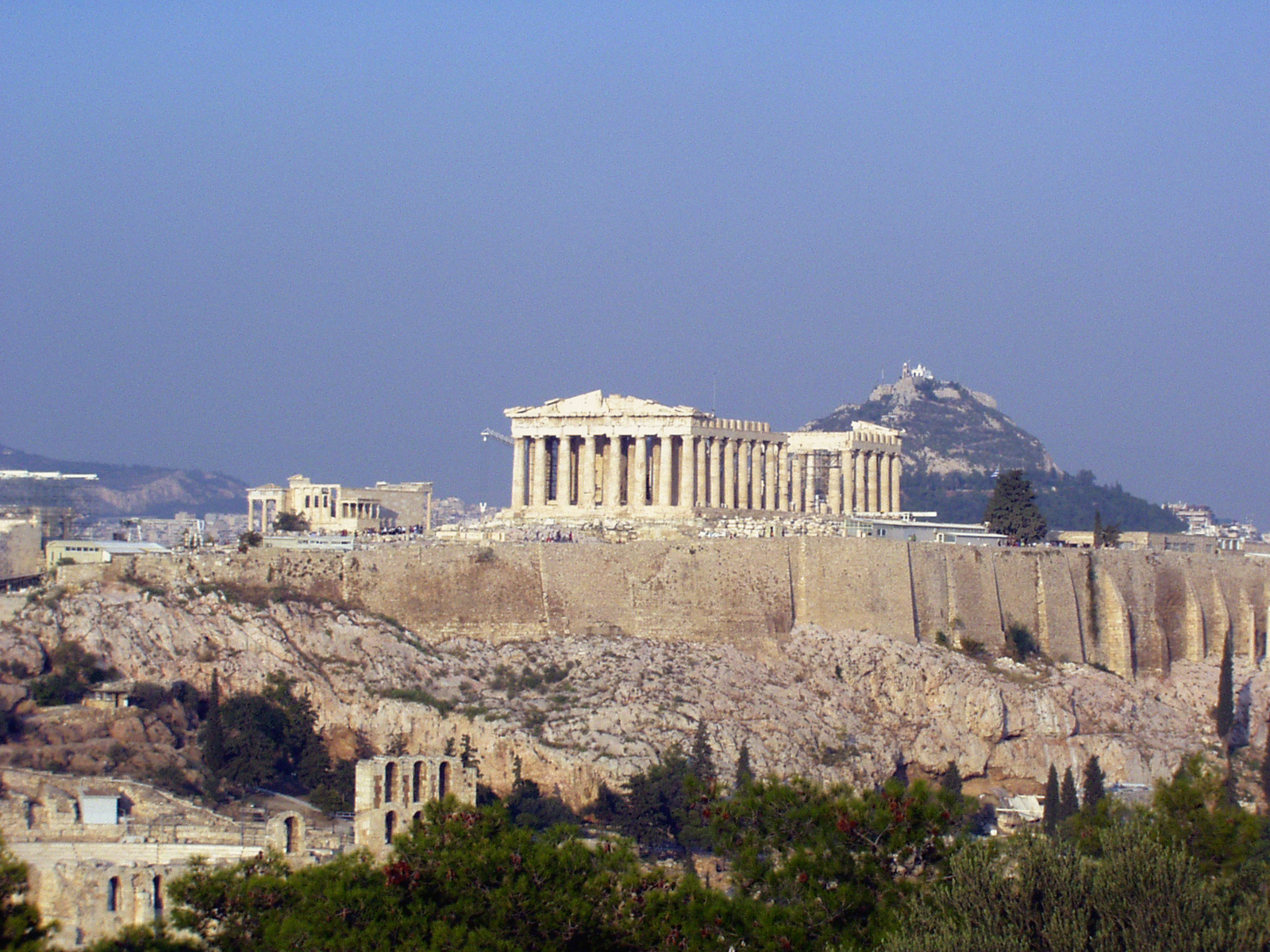
Akropolis

De eerste sporen van de Griekse beschaving zijn 6000 jaar oud. Dit maakt het waarschijnlijk dat de Griekse beschaving is begonnen rond 4000 v.Chr. Tot 1000 v.Chr. heersten in het gebied dat nu Griekenland is verschillende leiders van diverse afkomst.
Het gebied groeide in deze eeuwen uit tot een mengsel van onafhankelijke stadstaten, waarvan vele kolonies in het Middellandse Zeegebied vestigden. De klassieke Griekse cultuur, die rond Athene wordt gecentreerd, bereikte haar hoogtepunt in de vijfde eeuw voor Christus alvorens de Griekse stadstaten in 338 v.Chr. door Philippus II van Macedonië werden verenigd met de Macedonische gebieden.

### Romeinse en Byzantijnse tijd en verovering door de Turken
Het gebied werd later beheerst door de Romeinse en Byzantijnse imperia, waarin de Griekse cultuur een prominente rol speelde, voornamelijk in het Byzantijnse Rijk, dat Constantinopel (vandaag Istanboel in Turkije) als hoofdstad had. Het huidige Griekenland vormde lange tijd een onbeduidende provincie: het échte leven speelde zich af in Constantinopel dat het nieuwe centrum van de Grieks-Byzantijnse cultuur was.
Van de vijfde tot en met de elfde eeuw werd het gebied van het huidige Griekenland vaak geteisterd door invallen en plunderingen. Na de 11e eeuw openbaarde zich een cultureel herstel, waarvan de orthodoxe kerken met hun mozaïeken en fresco's getuigenis afleggen.
In 1456 werd het grootste deel van het huidige Griekenland veroverd door de Ottomanen, die drie jaar eerder de hoofdstad Constantinopel hadden veroverd. Vervolgens was Griekenland gedurende bijna vier eeuwen onderdeel van het Ottomaanse Rijk, dat bestuurd werd vanuit Istanboel, het vroegere Constantinopel.

### Naar het moderne Griekenland

Zo groeide het Koninkrijk Griekenland vanaf de onafhankelijkheid in 1832 (het paarse gebied) naar zijn huidige omvang.

In 1821 begon de Griekse opstand tegen de Turkse overheersing, hoewel de opstand zich in eerste instantie richtte op de vervolging en verjaging van lokale Griekse moslims. In 1832 werd Griekenland (op delen van Macedonië en Thracië na) onafhankelijk en vestigde zich een constitutionele monarchie. Tijdens de Eerste Wereldoorlog en de Grieks-Turkse Oorlog streden de partijen om deze gebieden en om delen van het westen van Anatolië (Turkije). In 1923 werd een bevolkingsuitwisseling tussen Turkije en Griekenland overeengekomen en werden de grenzen van de huidige staat getrokken.
De Tweede Wereldoorlog betekende ook voor de Grieken een grote ramp. In 1941 werd het land door Italië, Duitsland en Bulgarije bezet. Er ontstond een grote partizanenbeweging met 1,8 miljoen deelnemers op een bevolking van bijna 9 miljoen mensen. De oorlog kostte 500.000 Grieken het leven, mede door de hongersnood van 1941-1942, toen zeker 300.000 Grieken stierven. Onder de slachtoffers van de oorlog waren 50.000 van de 70.000 Griekse Joden, een percentage dat even hoog ligt als in Nederland.
Aansluitend op de bevrijding in 1945 ontstond een burgeroorlog tussen de communistische en behoudende partizanenlegers. De communisten verloren. Op 21 april 1967 kwam via een militaire staatsgreep het zogenoemde Kolonelsregime aan de macht. In 1974 werd er een democratische republiek gevestigd en werd de monarchie na een referendum afgeschaft.
Griekenland is lid van de NAVO sinds 18 februari 1952, dezelfde dag dat ook buurland Turkije lid werd. Sinds 9 augustus 1949 is Griekenland lid van de Raad van Europa en sinds 1 januari 1981 ook van de Europese Unie. Met 25 andere landen heeft het de Verdragen van Schengen ondertekend. Op 1 januari 2001 voegde Griekenland zich als 12e land bij de Eurogroep. Dit betekent dat Griekenland de euro als wettig betaalmiddel heeft.

## Geografie

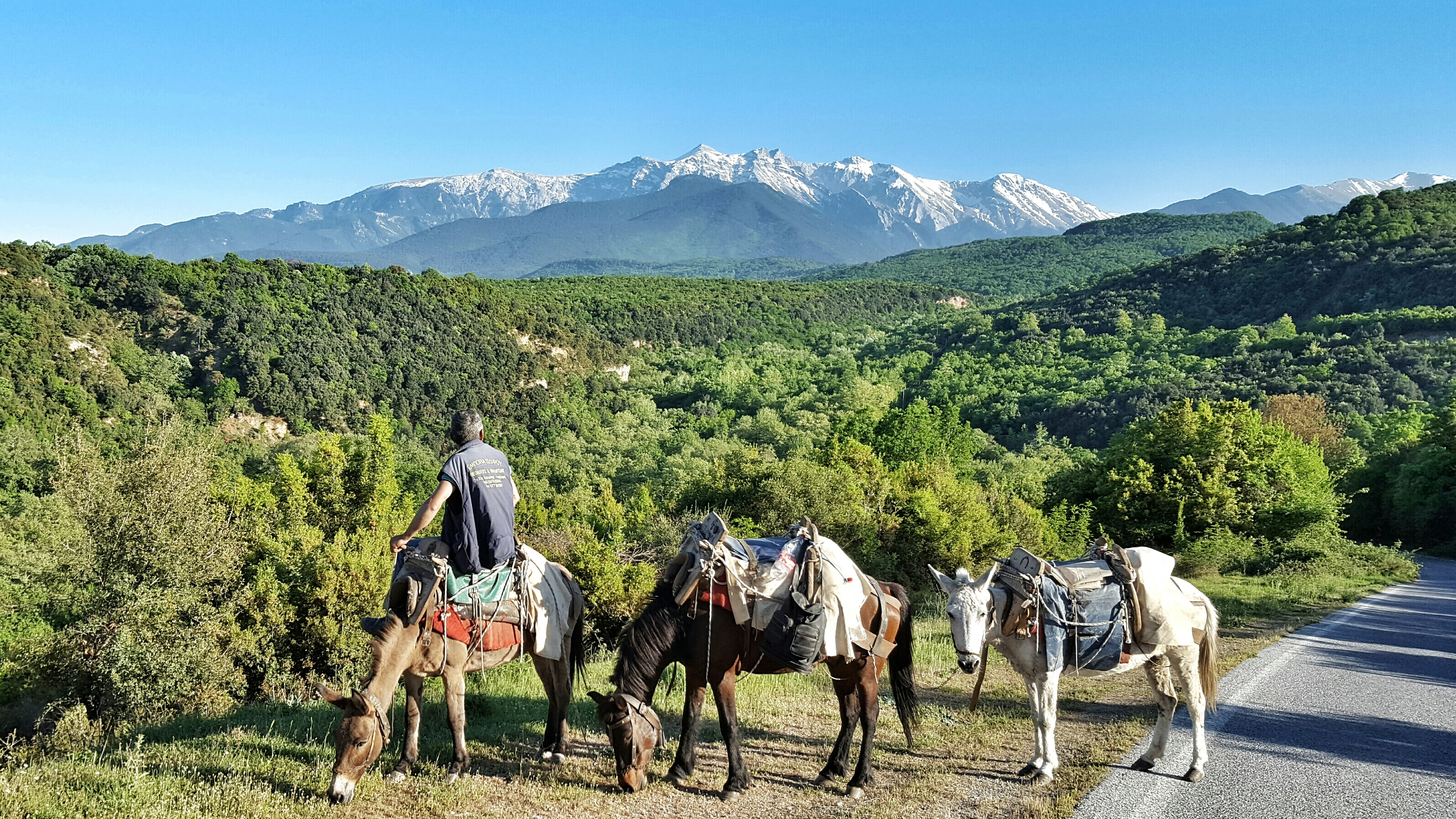
De Olympus is de hoogste berg van Griekenland en speelt een belangrijke rol in de Griekse mythologie.

Griekenland ligt in Zuid-Europa, in het oostelijk deel van de Middellandse Zee. Ten noorden grenst het aan de Balkan, in het oosten tegen Turkije en voor de rest is het omgeven door de Middellandse Zee waar zeer veel Griekse eilanden liggen. Het heeft een oppervlakte van 131.957 km² waarvan 1.310 km² bedekt door water. De landsgrenzen zijn in totaal 1220 km lang, waarvan met Bulgarije 494 km, Albanië 292 km, Noord-Macedonië 228 km en Turkije 206 km. De totale kustlijn is vele malen langer (14.880 km).
Griekenland is een bergachtig land, het Pindosgebergte is een uitgestrekt bergmassief in het noordwesten van het land met een lengte van zo'n 160 kilometer. Het hoogste punt van het land is de berg Olympus met de piek op 2917 m boven zeeniveau. Door de ligging op de grens van de Afrikaanse Plaat en de Euraziatische Plaat zijn aardbevingen een regelmatig terugkerend verschijnsel.

### Flora en fauna
Griekenland heeft vierentwintig nationale parken.
De flora van Griekenland omvat tegen de 5000 soorten hogere planten, hetgeen in verhouding tot het niet zo grote landoppervlak een groot aantal is. Een deel van de verklaring hiervoor is dat Griekenland door de zuidelijke ligging in de ijstijden relatief buiten schot is gebleven voor de verwoesting en sterke verarming door de alles kaal schrapende ijsmassa's. De soorten die in het gebied voorkwamen konden zich voor een groot deel handhaven. In Nederland bijvoorbeeld hebben na de ijstijden vrijwel alle hogere planten zich vanuit zuidelijker gelegen streken opnieuw moeten vestigen.

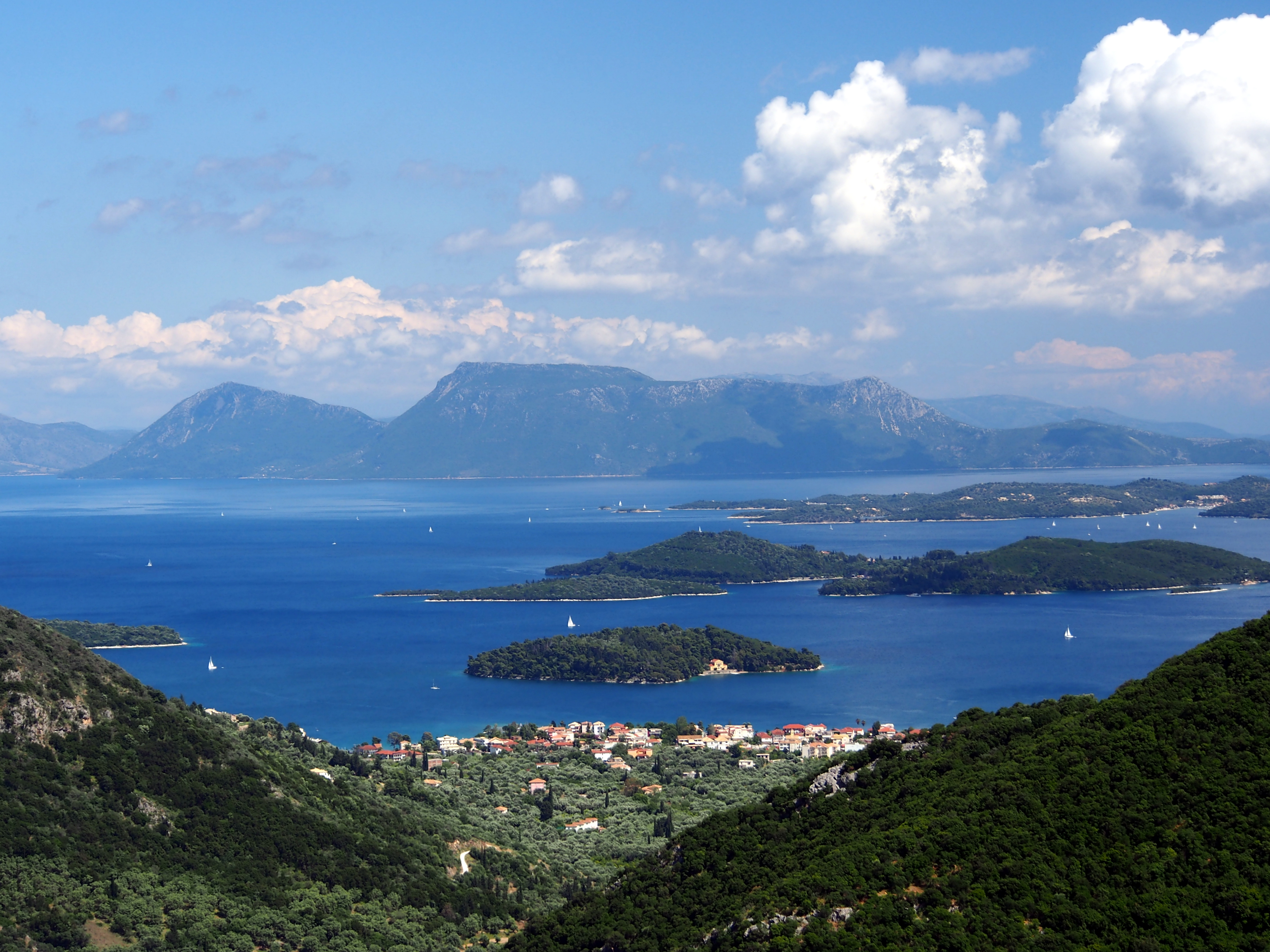
Mediterraan landschap rond het Ionische eiland Lefkada, gelegen voor de Griekse westkust.

Een andere reden voor de rijkdom is het 'verbrokkeld' karakter van Griekenland: door de vele eilanden konden zich op veel plaatsen soorten ontwikkelen die nergens anders voorkomen: endemische soorten. Ten slotte is de variatie aan klimaat in Griekenland, vanaf volkomen mediterraan tot de eeuwige sneeuw op de Olympus, groot. Behalve in de temperatuur zijn er ook belangrijke variaties in de hoeveelheid regen die per streek jaarlijks valt. Griekenland telt ongeveer evenveel soorten als het circa viermaal zo grote Spanje, dat toch ook tal van gebergten en een grote diversiteit aan klimaten heeft. Het enige deels in Europa gelegen land dat per oppervlakte even divers is als Griekenland, is Turkije waar volgens een recente telling 9222 hogere plantensoorten zouden voorkomen (en ook daar is de reden 'verbrokkeling': Turkije kent veel geïsoleerd liggende gebergten).
Belangrijke families van plantensoorten zijn de Asteraceae, Fabaceae, Campanulaceae, Boraginaceae, Brassicaceae en Orchidaceae en de grassen, naast veel andere. Het gehele jaar door zijn volop bloeiende planten aan te treffen: in januari tot maart veel orchideeën en lelieachtigen, iets later in het jaar de koolachtigen, gevolgd door een lawine van klokjesbloemen, primula's, en distelachtigen midden in de zomer. In de laaglanden zijn de zomers kurkdroog en de vegetatie verdort, maar hoog in de bergen staat juist dan alles in bloei. De bloei van de soorten verloopt naarmate het jaar volgt naargelang de hoogte boven zeeniveau en in augustus staan op de Pindus en Olympus nog heel wat soorten in bloei. Een eiland als Kreta heeft op een derde van de oppervlakte van Nederland circa 2000 plantensoorten waarvan circa 10% nergens anders voorkomt.
De fauna van Griekenland telt naast een beperkt aantal zoogdieren tientallen soorten reptielen, waaronder drie soorten zeeschildpadden (de groene zeeschildpad, de lederschildpad en de onechte karetschildpad, die er ook eieren legt), de Griekse landschildpad, de hardoen en de Europese kameleon, circa 400 vogelsoorten en vele duizenden insectensoorten waaronder tientallen vlinders en duizenden vliegen en wespen (in brede zin, hierbij inbegrepen de bijen). Voor vogelliefhebbers zijn de grote meren in het noordwesten bij de grenzen van Albanië en het land Noord-Macedonië een bekende plaats, evenals de Maritsa-delta (Evrosdelta) helemaal in het Noordoosten. Ook diverse eilanden hebben hun speciale soorten zoals Eleonora's valk op Lesbos, Chios en Kreta; op dat laatste eiland komt de vale gier weer meer voor.

## Demografie

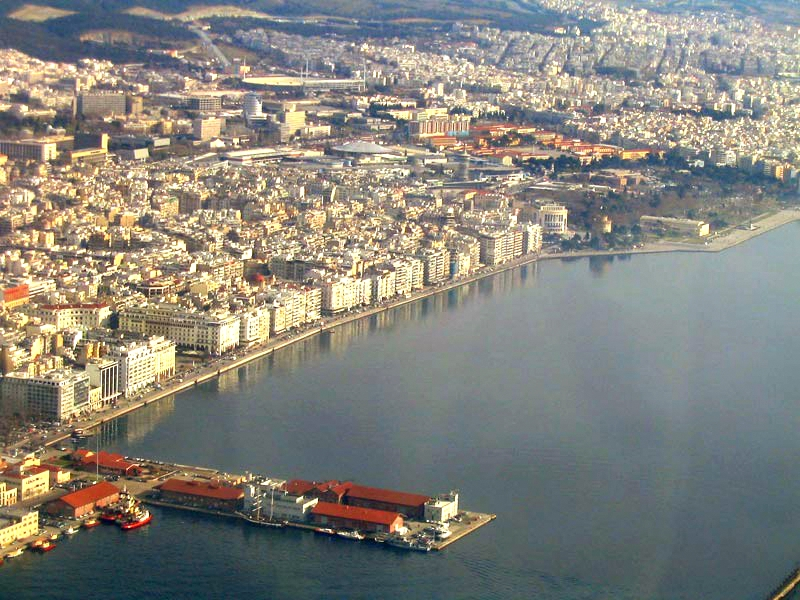
Thessaloniki, de tweede stad van Griekenland.

Volgens de Nationale Statistische Dienst van Griekenland had het land in 2011 10.787.690 inwoners, waarvan 5.303.690 mannen en 5.484.000 vrouwen. Ongeveer twee derde van de Grieken woont in stedelijke gebieden, een kwart van de Grieken woont in of rond Athene.
De grootste steden van Griekenland zijn Athene, Thessaloniki, Piraeus, Patras, Iraklion, Larissa en Volos. Korinthe is niet een van de grootste steden van Griekenland, maar deze speelde met name tijdens de klassieke oudheid een belangrijke rol als stadstaat. Onder het bewind van Julius Caesar groeide Korinthe uit tot de meest welvarende gemeenschap van Griekenland.
Griekenland heeft een laag vruchtbaarheidscijfer: tussen de 1,3 en 1,4. Verder is het geboortecijfer (8,5‰) lager dan het sterftecijfer (11,2‰). Griekenland is daardoor in een rap tempo aan het vergrijzen. In 2016 was 20,7% van de bevolking 65 jaar of ouder, terwijl dit in 1971 slechts 10,9% van de bevolking was. Het aandeel kinderen (0-14 jaar) is in dezelfde periode gedaald van 25,4% tot 13,9%. Daardoor krimpt de bevolking van Griekenland.
De Griekse diaspora telt zo'n zes miljoen mensen. Zij wonen vooral in de Verenigde Staten, het Verenigd Koninkrijk, Australië en Duitsland.

### Etniciteit
De bevolking bestaat voor het grootste deel uit etnische Grieken. De grootste expliciet erkende minderheid is de moslimminderheid van Griekenland, waartoe Albanezen, Turken en Bulgaren (Pomaken) gerekend worden. Zij wonen vooral in het noorden van het land. Daarnaast zijn er kleinere erkende minderheden van Joden en Armeniërs. Tevens wonen er in Griekenland veel andere nationaliteiten, met name uit Europa, Noord-Afrika en het Midden-Oosten.

### Religie
Volgens een onderzoek door Pew-Templeton woonden in 2010 in Griekenland in totaal 88,1% christenen. De overgrote meerderheid van de Grieken behoort tot de Grieks-orthodoxe Kerk, die geen staatskerk is, maar vanwege haar historische betekenis krachtens de grondwet, die overigens wel voorziet in godsdienstvrijheid, een bevoorrechte positie inneemt.
De islam wordt door zowel een autochtone minderheid (de moslimminderheid van Griekenland) als door immigranten aangehangen. Ruim 5 procent van de inwoners van Griekenland is moslim. Andere religieuze minderheden zijn de Sefardische Joden, de katholieken, de Armeense christenen en verschillende kleine protestantse gemeenschappen. Ongeveer 0,02% van de bevolking hangt het hellenisme aan, een herleving van de Griekse mythologie.
Tot Griekenland behoort de autonome monnikenstaat, het schiereiland Oros Athos.

### Talen
Zo'n 95% van de autochtone Grieken heeft Grieks als moedertaal. Pontische Grieken spreken vaak het Pontische dialect.
Diverse minderheidstalen worden gesproken door tienduizenden inheemse Grieken, zoals het Turks, Bulgaars, Slavisch-Macedonisch, Albanees, Romani, Aroemeens, en Armeens. Kleinere groepen spreken Megleno-Roemeens en Ladino. Daarnaast spreken aanzienlijke immigrantengroepen Albanees en Russisch. De Griekse staat voert al lange tijd een assimilatiebeleid en erkent minderheidstalen niet.

## Bestuur en politiek

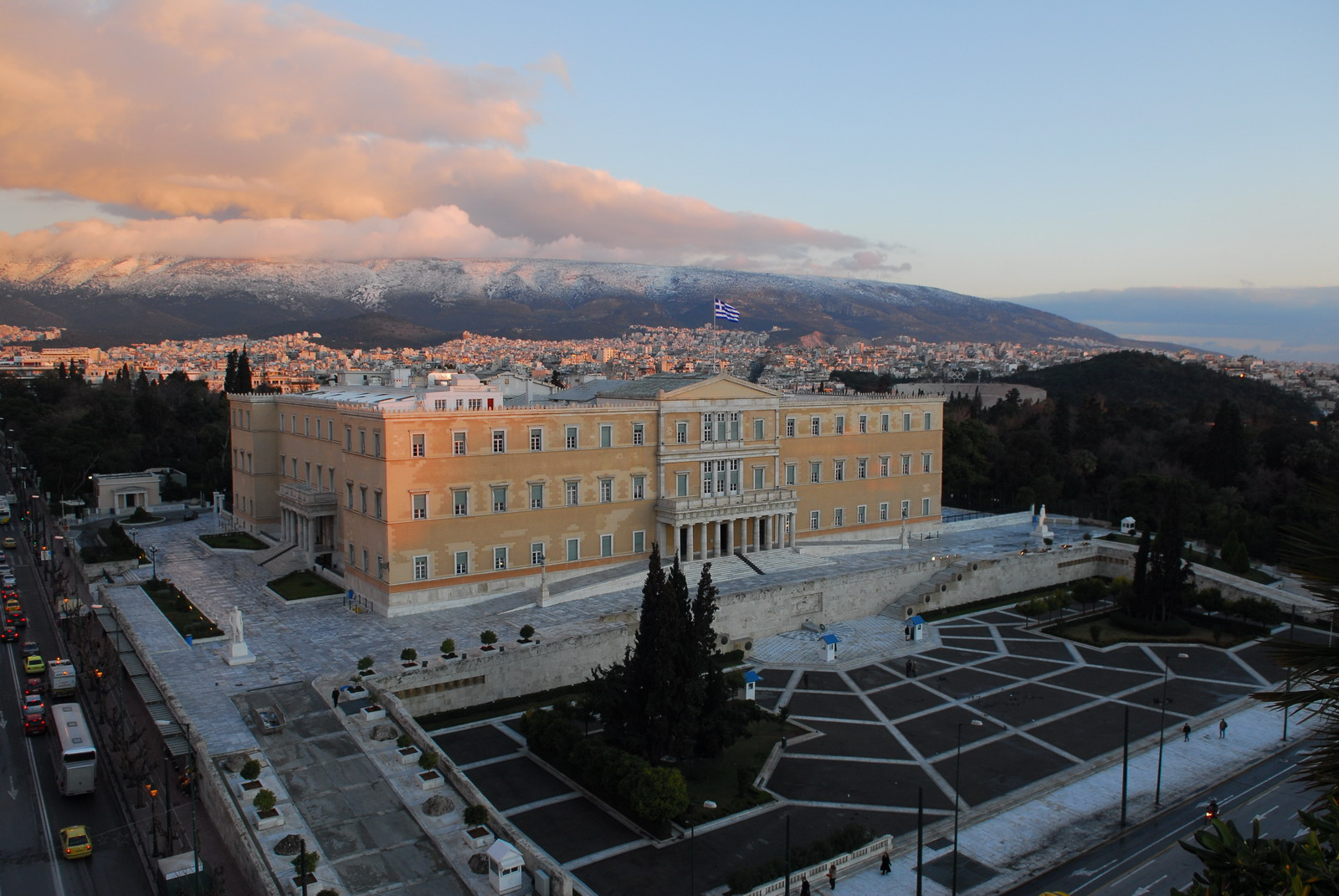
Het Parlement van Griekenland is gevestigd in het Oude Koninklijke Paleis, dat in de 19e eeuw werd gebouwd naar Duits ontwerp in Griekse stijl.

Op 25 maart 1821 riep Griekenland de onafhankelijkheid uit van het Ottomaanse Rijk, in 1830 werd deze onafhankelijkheid na het Congres van Londen door andere landen erkend. Bij een nieuw Congres van Londen, in 1832, werd Griekenland een koninkrijk. Sinds 1974 is Griekenland een republiek. In dat jaar kwam een einde aan het dictatoriale Kolonelsregime.

Het Parlement van Griekenland heeft anders dan veel andere parlementen maar één kamer: de Kamer van Afgevaardigden (Vouli ton Ellinon), met driehonderd zetels en een zittingstermijn van vier jaar. De huidige president is Katerina Sakellaropoulou (in functie sinds 13 maart 2020). De regeringsleider is premier Kyriakos Mitsotakis (in functie sinds 8 juli 2019).

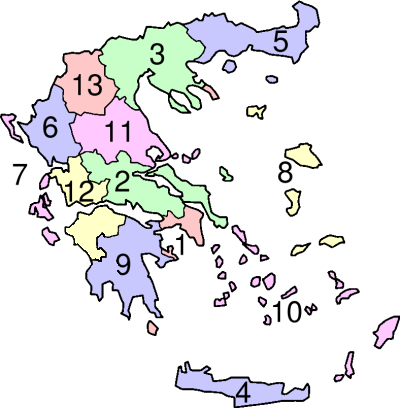
Periferieën van Griekenland

Sinds de parlementsverkiezingen van september 2015 zetelen de volgende partijen in het Griekse Parlement:

### Bestuurlijke indeling
Griekenland is onderverdeeld in 13 periferieën (bestuurlijke regio's) en hun 74 regionale eenheden (perifereiaki enotita). De regionale eenheden worden weer onderverdeeld in 325 gemeenten (demoi). Verder is er één autonome kloostergemeenschap (Agio Oros).

## Economie

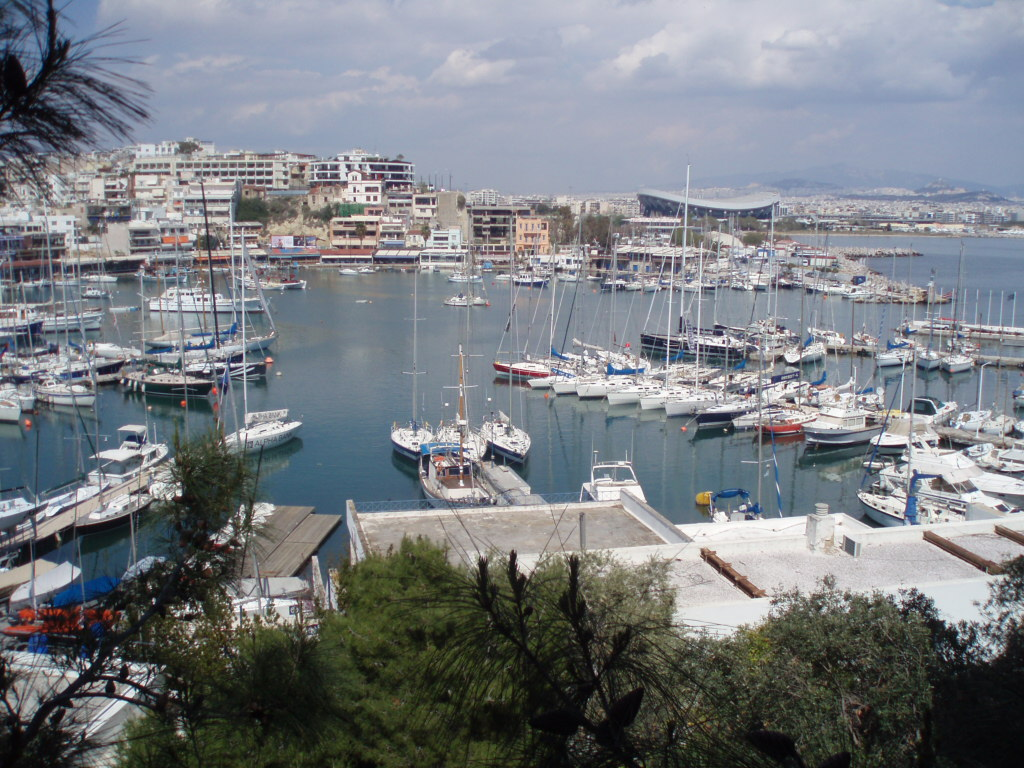
De haven van Piraeus, waar de meeste Griekse reders hun hoofdkantoor hebben

Vanouds zijn in de Griekse economie de scheepvaart en het toerisme belangrijke factoren. De scheepvaart draagt voor 4,5% bij aan het bnp en biedt 160.000 mensen (4% van de arbeidsplaatsen) werk. De Griekse reders bezitten de grootste vloot ter wereld met 3.079 schepen, wat ongeveer 18% van de wereldcapaciteit is. De economie van Griekenland is voor 15% afhankelijk van het toerisme. Trekpleisters zijn de vele bezienswaardigheden uit het verleden, de eilanden en de vele stranden. Griekenland heeft ondanks een overschot op de dienstenbalans een groter tekort op de handelsbalans waardoor de betalingsbalans sterk negatief is.
Ongeveer 5,1% van de beroepsbevolking is werkzaam in de landbouw. Gemiddeld zijn de landbouwbedrijven 10 hectare groot.

### Delfstoffen
Griekenland heeft ook onontgonnen voorraden delfstoffen. Schattingen zijn dat de totale offshore olie in Griekenland meer dan 22 miljard vaten olie bedraagt in de Ionische Zee en zo’n 4 miljard vaten in het noorden van de Egeïsche Zee. Het zuiden van de Egeïsche Zee en de Zee bij Kreta moeten nog worden onderzocht. Tulane University en olie-expert David Hynes maakten een conservatieve schatting dat de exploitatie van de ontdekte reserves Griekenland in 25 jaar tijd meer dan € 302 miljard op zou kunnen leveren. In 2015 nam het land maatregelen om de exploratie naar olie en gas weer op te starten. Na het afwikkelen van de formaliteiten kan vanaf 2018 weer actief gezocht worden voor de Griekse kust en de eerste ontdekkingen worden na 2020 verwacht.

### Energievoorziening
Griekenland produceerde 8,8 miljoen ton olie-equivalent (Mtoe) in 2014 (1 MToe = 11,63 TWh). 72% daarvan waren kolen, 27% was duurzame energie. Dat was niet genoeg voor de energievoorziening; het TPES (total primary energy supply) was 23 Mtoe. Het land importeerde 17 Mtoe fossiele brandstof meer dan het exporteerde.
Van de energie ging ongeveer 8 Mtoe verloren bij conversie, vooral bij elektriciteitsopwekking uit fossiele brandstof. Voor eindgebruikers resteerde 15 Mtoe waarvan 4,3 Mtoe aan elektriciteit. De uitstoot van kooldioxide was 66 megaton, dat is 6 ton per persoon. Het wereldgemiddelde was 4,5 ton per persoon.
In de periode 2012-2014 daalde het eindgebruik met 10%, maar het elektriciteitsgebruik bleef ongeveer gelijk. De hoeveelheid met zon en wind opgewekte elektriciteit steeg met 34% en leverde 15% van alle elektriciteit aan eindgebruikers in 2014.

### Economische ontwikkeling vanaf 2000
In juni 2000 viel het Europese besluit dat Griekenland de euro kon invoeren en afscheid kon nemen van de drachme. Het werd in 2001 het 12e land met de euro, nadat de eerste 11 landen in 1999 de euro (alleen giraal) hadden ingevoerd. In 2002 werden in alle eurolanden de euro fysiek (munten en bankbiljetten) ingevoerd. Tussen 1993 en 1999 was de economische groei gestegen van zo'n 2% naar 3,4% in 1999, de inflatie was gedaald van boven de 10% naar gemiddeld 6,8% in de betrokken periode en bereikte zelfs 2,1% in 1999. Ondanks een forse reductie van het begrotingstekort, van 13,6% van bruto nationaal product (bnp) in 1993 naar 3,1% in 1999, bleef de staatsschuld hardnekkig boven de 100% van het bnp. De ratio was wel licht gedaald van 110,1% in 1993 naar 104,6% in 1999. Al deze ontwikkelingen waren voldoende reden om de euro in Griekenland te introduceren.
De introductie van de euro leidde tot een periode van macro-economische stabiliteit. De Griekse inflatie daalde verder en was gemiddeld 3,3% tussen 2001 en 2007. De rente op Griekse staatsleningen met een looptijd van 3 jaar daalde naar 5% in 2001 terwijl tussen 1990 en 1994 de gemiddelde rentevoet nog 22% was. De reële economische groei was gemiddeld 4,2% tussen 2001 en 2007. Vooral de binnenlandse consumptie leverde hieraan een belangrijke bijdrage dankzij hogere inkomens en een ruime kredietverlening aan consumenten. De productie bleef achter waardoor de extra binnenlandse vraag vooral werd gedekt door stijgende importen van goederen en diensten met een verdere significant verslechtering van de betalingsbalans tot gevolg. De export steeg nauwelijks omdat de internationale concurrentiepositie verslechterde door hogere arbeidskosten die niet gecompenseerd werden door productiviteitsverbeteringen. In 2004 werd de berekeningswijze voor het tekort aangepast. Dit leidde tot een forse opwaartse bijstelling van de Griekse begrotingstekorten met 1% tot 1,5% van het bnp voor de jaren 2001 tot en met 2003, maar ook de jaren 1997-1999 die boven de 3% van het bnp uitkwam en daarmee boven de toetredingsdrempel voor de euro. Ondanks de hoge economische groei en lage inflatie, bleef Griekenland een begrotingstekort van meer dan 3% houden en de staatsschuld bleef boven de 100% terwijl een trendmatige daling naar 60% van het bnp was afgesproken. De Europese Unie tikte het land in mei 2004 op de vingers en eiste maatregelen. De overheid bleef in gebreke, de zwarte economie bleef floreren, belasting werd nog steeds ontdoken en de corruptie nam toe. In de acht jaar tot 2007 nam de staatsschuld met 112 miljard euro toe en alleen dankzij de snelle economische groei bleef de staatsschuld net boven de 100% van het bnp steken.
Griekenland is binnen de Europese Unie het land dat per saldo het meeste geld ontvangt van de Unie. In de periode 2007 tot en met 2013 ontving het in totaal 33 miljard euro, gemiddeld bijna 5 miljard euro per jaar, meer dan het aan het Europese Unie afdroeg. Tot 2009 was Griekenland de grootste netto-ontvanger, maar in dat jaar werd Griekenland ingehaald door het zowel economisch als qua aantal inwoners grotere Polen.
In onderstaande tabel staan enkele belangrijke economische gegevens van het land. Opvallend zijn de grote tekorten op de begroting van de overheid en de zeer hoge staatsschuld. Als gevolg van de kredietcrisis die in 2008 begon, zijn de tekortkomingen van de Griekse economie en de zwakke financiële positie van de overheid duidelijk voelbaar geworden.
| Jaar | bnp (in € miljard) | bnp per hoofd (in €) | Reële groei bnp | Begrotingssaldo (in % bnp) | Staatsschuld (in % bnp) | Werkloosheid (in % beroepsbevolking) |
| ---- | ------------------ | -------------------- | --------------- | -------------------------- | ----------------------- | ------------------------------------ |
| 2000 | 141                | 13.108               | 3,9%            | −4,1%                      | 104,9%                  | 11,4%                                |
| 2006 | 218                | 19.797               | 5,7%            | −6,0%                      | 103,6%                  | 10,0%                                |
| 2007 | 233                | 21.085               | 3,3%            | −6,7%                      | 103,1%                  | 8,4%                                 |
| 2008 | 242                | 21.888               | −0,3%           | −10,2%                     | 109,4%                  | 7,8%                                 |
| 2009 | 238                | 21.410               | −4,3%           | −15,1%                     | 126,7%                  | 9,6%                                 |
| 2010 | 226                | 20.328               | −5,5%           | −11,2%                     | 146,3%                  | 12,7%                                |
| 2011 | 207                | 18.612               | −9,1%           | −10,3%                     | 180,6%                  | 17,9%                                |
| 2012 | 191                | 17.247               | −7,3%           | −6,6%                      | 159,6%                  | 24,4%                                |
| 2013 | 181                | 16.418               | −3,2%           | −3,6%                      | 177,9%                  | 27,5%                                |
| 2014 | 179                | 16.350               | 0,7%            | −4,1%                      | 180,2%                  | 26,5%                                |
| 2015 | 177                | 16.325               | −0,4%           | −2,8%                      | 177,8%                  | 24,9%                                |
| 2016 | 176                | 16.336               | −0,2%           | 0,6%                       | 181,1%                  | 23,6%                                |
| 2017 | 180                | 16.736               | 1,5%            | 1,1%                       | 179,3%                  | 21,5%                                |
| 2018 | 179                | 16.717               | 1,9%            | 0,8%                       | 190,7%                  | 19,3%                                |
| 2019 | 183                | 17.096               | 1,9%            | −0,1%                      | 185,5%                  | 17,3%                                |
| 2020 | 165                | 15.395               | −9,3%           | −10,6%                     | 213,2%                  | 16,3%                                |
| 2021 | 182                | 16.997               | 8,4%            | −7,5%                      | 202,2%                  | 14,8%                                |
| 2022 | 207                | 19.754               | 5,6%            | −2,5%                      | 179,6%                  | 12,4%                                |
| 2023 | 220                | 21.155               | 2,0%            | −0,9%                      | 168,9%                  | 11,1%                                |

#### Financiële crisis
In mei 2010 kreeg de regering van Giorgos Papandreou te maken met grote financiële tegenvallers. De Griekse overheid bleek jarenlang de financiële cijfers vervalst te hebben. Mede als gevolg van de internationale kredietcrisis en voortgaande ongecontroleerde uitgaven raakte Griekenland in een grote financiële crisis die ook gevolgen voor de eurozone had. Alleen met de hulp van de EU-landen en IMF kon het voorkomen worden dat Griekenland failliet ging. De EU en het IMF schoten het land te hulp met leningen, maar in ruil daarvoor moest Griekenland het begrotingstekort terugdringen.
De regering kondigde een groot aantal maatregelen aan. Zo besloot ze tot een verhoging van de pensioengerechtigde leeftijd naar 65 jaar, de pensioenen en het ambtenarensalarissen werden sterk verminderd en een deel van ambtenaren zou worden ontslagen. De btw werd verhoogd, evenals de accijns op alcohol en tabak. Het aantal gemeenten werd teruggebracht van 1000 naar 400, en een aantal staatsbedrijven zou worden geprivatiseerd. Deze maatregelen zorgden voor stakingen, grootschalige demonstraties en rellen waarbij doden en gewonden vielen. Vele vermogende Grieken hebben hun geld het land uit gesluisd naar buitenlandse bankrekeningen. Op 11 november 2011 werd een nieuwe regering onder leiding van Loukas Papadimos geïnstalleerd om de ontstane politieke impasse over de bezuinigingen te doorbreken.
In het voorjaar van 2012 werd zo'n € 100 miljard van de Griekse schuld aan particulieren geëlimineerd. Deze schuldkwijtschelding was een voorwaarde voor nieuwe financiële steun aan het land van de “trojka” van Europese Unie, ECB en IMF. Ongeveer € 200 miljard aan bestaande schulden aan banken en particulieren werd voor 46,5% geconverteerd in nieuwe schulden tegen zachtere voorwaarden en de rest werd kwijtgescholden. In december 2012 kocht de Griekse staat voor € 31,8 miljard nominaal aan schuld terug. Houders van deze obligaties hebben de stukken aangeboden tegen een gemiddelde koers van 33,8% en accepteerden daarmee een fors verlies. Het waren Griekse banken en buitenlanders die, elk voor ongeveer de helft van het totale bedrag, obligaties hebben aangeboden. De Griekse staatsschuld daalde hiermee per saldo met iets meer dan € 20 miljard oftewel zo’n 9-10% van het bnp. Deze terugkoopactie was een van de voorwaarden die het IMF stelde voor verdere noodleningen aan het land verstrekt zouden worden.
Begin 2015 trad het kabinet-Tsipras aan. In de verkiezingscampagne had de Syrizapartij haar kiezers beloofd de bezuinigingsmaatregelen stop te zetten die het kabinet-Samaras had ingevoerd in ruil voor € 240 miljard aan noodleningen. De partij zou ook een gedeeltelijke kwijtschelding van de Griekse staatsschuld eisen en beloofde twee miljard euro te investeren in noodhulp voor de allerarmste Grieken, ontslagen ambtenaren weer aan te nemen en de privatisering te staken. Deze eenzijdige maatregelen en andere verkiezingsbeloften leidden tot uitermate stroeve onderhandelingen met de trojka over het financiële hulpprogramma. Eind juni 2015 staakten de onderhandelingen zonder resultaat. Op 30 juni 2015 miste Griekenland een aflossing van € 1,6 miljard aan het IMF. Het land bleef daarom in gebreke en kon alleen nog financiering vanuit het IMF krijgen wanneer deze betalingsachterstand zou zijn ingelopen. Op 5 juli 2015 werd een referendum gehouden over het hulpprogramma met het "nee-kamp" als duidelijke overwinnaar, desondanks ging de regering korte tijd later akkoord met het Europese noodplan.
Op 20 augustus 2018 stond Griekenland financieel weer op eigen benen. In acht jaar tijd kreeg het land € 273,3 miljard uitbetaald, waarvan € 241,6 miljard van de landen van de eurozone. In ruil voor de leningen moesten drastische besparingen en hervormingen worden doorgevoerd die massaal protest uitlokten bij de bevolking. In die jaren kromp de economie met een kwart, terwijl de koopkracht voor de Grieken bijna halveerde mede door fors hogere belastingen en lagere pensioenen.
In een evaluatierapport uit 2020 van het Europees Stabiliteitsmechanisme onder leiding van oud-commissaris Joaquín Almunia werd aangestipt dat de herstelprogramma’s weliswaar een gedwongen vertrek van Griekenland uit de eurozone hebben vermeden, maar onvoldoende rekening hielden met zowel de sociale impact van de maatregelen als de vereisten voor een economische groei.

## Verkeer

### Spoorwegen
De reizigerstreinen worden geëxploiteerd door de nationale spoorwegmaatschappij "Trainose S.A." op de spoorlijnen van de spoorwegbeheerder Organismos Sidirodromon Ellados. Het spoornet is grotendeels normaalsporig⁣, maar bevat ook significante metersporige trajecten, zoals op de Peloponnesos. Met Europese steun zijn er veel verbeteringen op het Griekse spoorwegnet uitgevoerd, zoals de elektrificatie van de hoofdlijn Athene - Thessaloniki en een spoorlijn naar de luchthaven. Daarnaast is de metro van Athene flink uitgebreid en rijdt een moderne tram in Athene. De ontwikkelingen in en rond Athene werden vooral uitgevoerd in het kader van de Olympische Spelen van 2004. De economische crisis heeft echter grote gevolgen gehad op het spoor. Zo reden er tot mei 2014 geen internationale reizigerstreinen meer van en naar Griekenland en is het hele Peloponnesische meterspoornet tijdelijk buiten dienst gesteld. Ook op andere binnenlandse trajecten rijden de treinen minder vaak of helemaal niet meer.

### Verkeersregels
De verkeersregels wijken niet veel af van de verkeersregels in West-Europa. De verkeersborden in Griekenland zijn vrijwel identiek aan die in Nederland en België. Op 3 juni 2007 is de Griekse Wegenverkeerswet (Grieks: Κώδικας Οδικής Κυκλοφορίας) aangepast. Dit heeft onder andere tot gevolg gehad dat veel strenger wordt gecontroleerd dan in het verleden het geval was en dat alle verkeersboetes drastisch zijn verhoogd.

### Autosnelwegen
De belangrijkste autosnelwegen die (gedeeltelijk) in gebruik zijn genomen zijn de PATHE (A1), de Egnatia Odos (A2), en de Attiki Odos (A6). De Attiki Odos en de PATHE zijn tolwegen.
De Attiki Odos, de ringweg van Athene, werd in 2004 opgeleverd. De autosnelweg heeft een totale lengte van 65 kilometer. PATHE is een afkorting van Patras – Athene – Thessaloniki - Evzoni. Deze autosnelweg heeft een totale lengte van 730 kilometer en verbindt de stad Evzoni, prefectuur Kilkis, in het noorden van Griekenland via Thessaloniki met Athene en Patras. Evzone ligt op de grensovergang met het buurland Noord-Macedonië. Enkele delen van het traject worden momenteel nog aangelegd.
De autosnelweg Egnatia Odos heeft een totale lengte van 670 kilometer en vormt de verbinding tussen oost en west Griekenland en verbindt de stad Igoemenitsa aan de Ionische Zee via Thessaloniki met Alexandroupolis aan de Turkse grens. Deze snelweg werd in 2009 opgeleverd. De maximumsnelheid op deze autosnelweg bedraagt 130 km/u. Deze maximumsnelheid wijkt af van de maximumsnelheid op de meeste andere Griekse autosnelwegen.
De Griekse overheid is bezig met de aanleg van een aantal nieuwe autosnelwegen. Zo wordt de A12, de nationale weg die de stad Thessaloniki verbindt met de Grieks–Bulgaarse grens, uitgebouwd tot autosnelweg. Eind 2007 is op de Peloponnesos begonnen met de aanleg van de A7. Deze autosnelweg zal de steden Korinthe – Tripolis – Kalamáta met elkaar verbinden. De lengte van deze snelweg bedraagt 158 kilometer en zal in 2012 worden opgeleverd. De A5, in Griekenland beter bekend als de Ionia Odos, zal de stad Rio (even buiten Patras) met de stad Ioannina verbinden. De totale lengte van deze autosnelweg bedraagt 382 kilometer en zal naar alle waarschijnlijkheid in 2012 worden opgeleverd.

### Overige wegen
Andere hoofdwegen zijn vaak tweestrookswegen met een maximumsnelheid van 110 km/u. Naast snelverkeer rijden er op deze wegen ook scooters. Deze wegen hebben vaak brede vluchtstroken, het is gebruikelijk even naar de vluchtstrook uit te wijken als iemand die haast heeft wil inhalen. Op secundaire wegen kan het voorkomen dat er gaten in het asfalt zitten. In rotsachtige gebieden dient men er op bedacht te zijn dat stukken rots op de weg kunnen vallen.

### Langeafstandswandelpaden
Griekenland telt verschillende bewegwijzerde langeafstandswandelpaden: Wandelroute E4, Wandelroute E6, Menalon Trail, Pindus Trail, Andros Route, Long Pelion Trail, Epirus Trail, Corfu Trail.

## Cultuur

### Musea
- Lijst van musea in Griekenland

### Muziek
- Yirise
- Rebetika

### Sport
De Olympische Spelen hebben hun oorsprong in Griekenland. Aangenomen wordt dat de klassieke Spelen werden gehouden van 776 vóór tot 393 ná het begin van de christelijke jaartelling. De eerste moderne Spelen werden in 1896 georganiseerd.
In 2004 won Griekenland voor het eerst in de geschiedenis het EK voetbal.

### Toerisme en bezienswaardigheden
Toerisme is een belangrijke bron van inkomsten voor Griekenland. De Middellandse Zee is voor de vakantiegangers de belangrijkste bestemming, daarvoor gaan zij vooral naar de eilanden in de Ionische Zee en Kreta. Op het vasteland en op het schiereiland Peloponnesos gaan zij vooral naar de bezienswaardigheden van de klassieke oudheid.
Enkele beroemde bezienswaardigheden in Griekenland zijn de Akropolis van Athene, de archeologische plaats Delphi, de tempel van Apollo Epicurius te Bassae, de berg Athos, de Meteora-kloosters, Rhodos, de overblijfselen van het paleis van Knossos op Kreta, Mycene en de archeologische plaats Epidaurus.

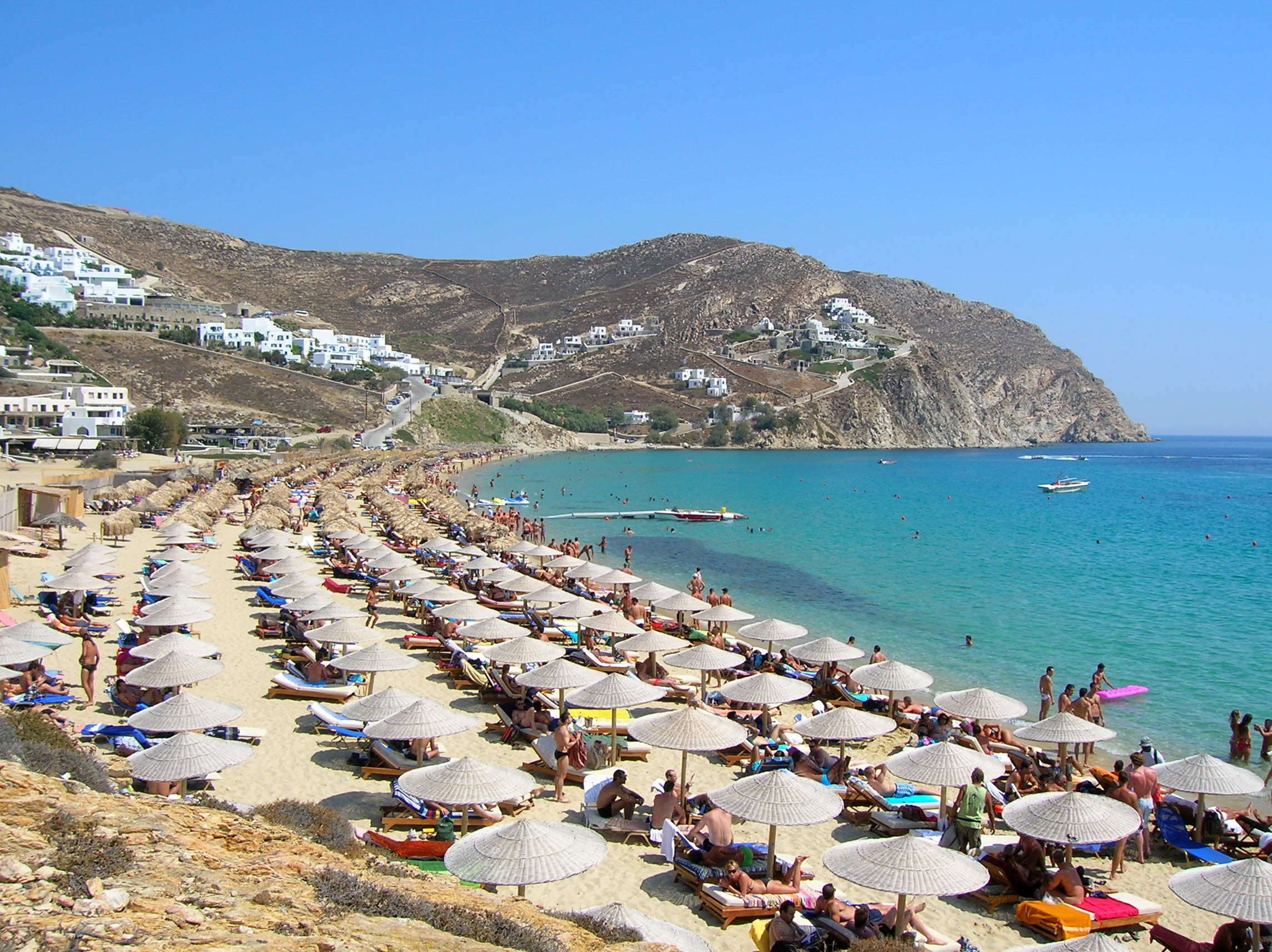
Het strand van Mykonos
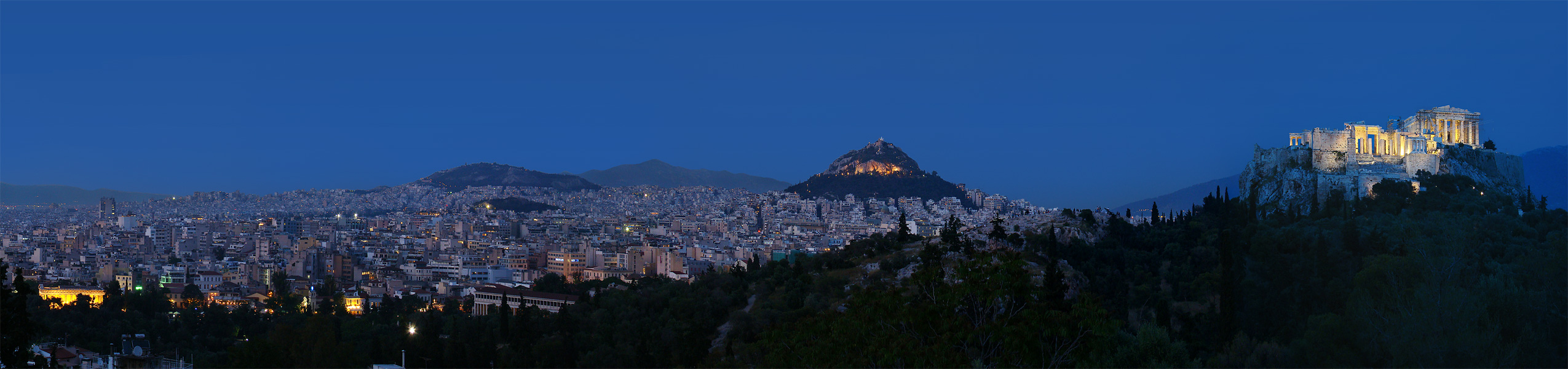
Athene
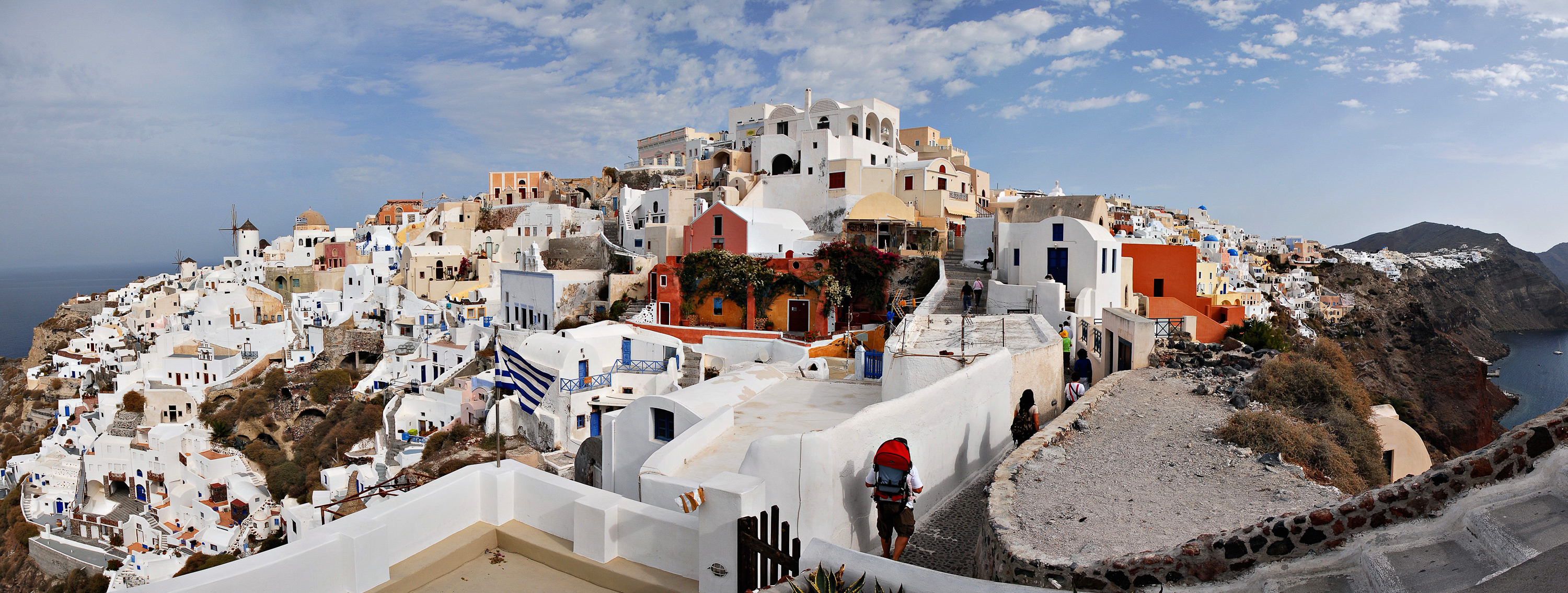
Oia, Santorini (Thira)

### Eten en drinken
De Griekse keuken (Ελληνική κουζίνα) is een typische mediterrane keuken en vertoont gelijkenissen met de keukens van de Balkan, Italië, Turkije en het Midden-Oosten.
Om hun eten te bereiden gebruiken de Grieken typische eigen ingrediënten, zoals olijfolie, kaas, aubergine, courgette en yoghurt. Veel desserts bevatten noten en/of honing.